# Rijkscommissariaat Ostland
Het rijkscommissariaat Ostland (Duits: Reichskommissariat Ostland; Nederlands soms ook Oostland) was de naam voor het burgerlijke bestuur van een deel van de Ostgebiete van het Derde Rijk tijdens de Tweede Wereldoorlog. De naam Ostland werd gebruikt om de door Duitsland bezette Baltische staten aan te duiden, alsook gebieden in het oosten van Polen en westen van Wit-Rusland. Tussen september 1941 en december 1944 werd dit gebied als een kolonie van nazi-Duitsland bestuurd.

## Bestuurlijke indeling
Bij een führerdecreet van 17 juli 1941 werd Ostland een van de rijkscommissariaten (Reichskommissariate), gebieden van het Groot-Duitse Rijk die burgerlijk werden bestuurd. Ze vielen onder het gezag van Reichsleiter Alfred Rosenberg, de Reichsminister für die besetzten Ostgebiete. Allerlei details over het bestuur van de rijkscommissariaten werd in hetzelfde decreet omschreven.
Een instructie voor de bestuurders van de gebieden (de Allgemeine Instruktion für alle Reichskommissare in den besetzten Ostgebiete) werd door Rosenberg persoonlijk opgesteld.

### Indeling
De Ostgebiete (dus alles wat Duitsland en zijn bondgenoten vanaf de Operatie Barbarossa hadden veroverd) werden verdeeld in rijkscommissariaten. De hoogste autoriteit was Reichskommissar für das Ostland Hinrich Lohse, Oberpräsident en Gauleiter van Sleeswijk-Holstein.
Het rijkscommissariaat Ostland was onderverdeeld in vier Generalbezirke: Estland, Letland, Litouwen en Wit-Roethenië. Elk Generalbezirk was weer onderverdeeld in Kreisgebiete. De hoofdstad van Ostland was Riga. Zie ook de kaart in de infotabel.

#### Generalbezirk Estland
Estland werd bestuurd door Generalkommissar Karl-Siegmund Litzmann met als hoofdstad Reval, waar Litzmann ook zetelde (alle Generalkommissare zetelden in de hoofdstad van hun Generalbezirk) . De Gebietskommissare van het Generalbezirk zetelden in Arensburg, Dorpat, Pernau, Petschur en Wesenberg. Dit Generalbezirk was in feite onafhankelijk sinds Estland overstapte van het militaire bestuur van de Wehrmacht naar het civiele bestuur.

#### Generalbezirk Lettland
Letland werd bestuurd door Generalkommissar Otto-Heinrich Drechsler met als hoofdstad Riga. De Gebietskommissare zetelden in Dünaburg, Libau, Mitau en Wolmar.

#### Generalbezirk Litauen
Litouwen werd bestuurd door Generalkommissar Theodor Adrian von Renteln met als hoofdstad Kauen. De Gebietskommissare zetelden in Kauen, Ponewesch, Schaulen en Wilna.

#### Generalbezirk Weißruthenien
jWit-Roethenië werd bestuurd door Wilhelm Kube (tot 1943) en Curt von Gottberg (na 1943) met als hoofdstad Minsk. De Gebietskommissarezetelden in Baranowitsche, Barisau, Hanzewitz, Lida, Glubokoye, Minsk, Nowogródek, Slonim, Sluzk en Wilejka. Aanvankelijk omvatte dit Generalbezirk heel Wit-Rusland, maar het werd in 1942 gesplitst: het oosten kreeg een militair en het westen een civiel bestuur.

### Bestuur

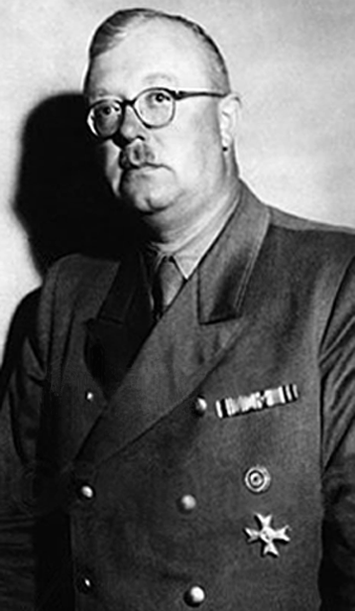
Hinrich Lohse, de Reichskommissar für das Ostland

Het dagelijkse bestuur in het rijkscommissariaat werd als volgt georganiseerd: onderaan de hiërarchie stond een Gebietskommissar, die leiding gaf aan een Kreisgebiet. Daarboven kwam een Generalkommissar, die een Generalbezirk bestuurde. Ten slotte stond aan de top de Reichskommissar, die (in dit geval) het gehele rijkscommissariaat Ostland bestuurde.
De ministeriële macht van Rosenberg was in de praktijk beperkt. Dit kwam doordat veel van de praktische zaken elders en door anderen werden uitgevoerd; de Wehrmacht en de SS hadden de controle over het militaire en beveiligingsapparaat, Fritz Sauckel (Reichsminister für Arbeit) over de arbeiders en werkkampen, Hermann Göring en Albert Speer beheerden de gang van zaken op economisch gebied en de Reichspost had de leiding over de postdiensten in de Ostgebiete. Al deze instellingen (Sonderverwaltungen, speciale bestuursinstellingen) deden de ministeries die er oorspronkelijk voor waren bedoeld in het niets vallen.
In juli 1941 was voor de bezette gebieden in de Sovjet-Unie een civiel bestuur afgekondigd, maar het was nog niet daadwerkelijk ingesteld. Er ontstond een machtsvacuüm dat door de SS en alle medewerkende organisaties werd opgevuld; ze kregen op deze manier onbeperkte, maar vooral alle macht in deze gebieden. Ze gaven dit in september 1941 met grote tegenzin op, aangezien het civiele bestuur toen van kracht werd. Heinrich Himmler, het hoofd van de SS, heeft tot het einde van 1943 zonder succes geprobeerd deze macht weer in handen te krijgen. Dit verklaart voor een deel de moeilijke verhouding tussen de SS en het bestuursapparaat. In Ostland werden kwesties en andere zaken nogal ingewikkeld gemaakt door de Höherer SS- und Polizeiführer Friedrich Jeckeln, die door zijn tegenstanders bij zowel de SS als het bestuur fel werd bekritiseerd om zijn corruptie, brutaliteit en roekeloze gedrag.
Tijdens de bezetting verscheen er ook een Duitstalige krant, de Deutsche Zeitung im Ostland.

## Economie en staatseigendommen
Meteen nadat Hinrich Lohse tot Reichskommissar was aangesteld maakte hij op 15 november 1941 het decreet Verkündungsblatt für das Ostland bekend, waarbij alle staatsbezittingen van de Sovjet-Unie in Wit-Rusland en de Baltische staten werden geconfisqueerd en overgebracht naar het Duitse bestuur.
In Ostland werd het land dat door de sovjets was geconfisqueerd weer aan de voormalige eigenaren (de boeren) teruggegeven. In dorpen en steden werden winkels, bedrijven en industrieën teruggeven aan hun voormalige eigenaren, maar die moesten daarvoor wel hoge belastingen betalen aan de bezetter. Joodse bezittingen werden in beslag genomen. In Wit-Rusland werd een staatsbedrijf opgericht om alle voormalige staatsbezittingen van de Sovjet-Unie te beheren.
Ostgesellschaften (staatsmonopolies) en zogenoemde Patenfirmen, particuliere industriële bedrijven die verbonden waren met de Duitse overheid werden gauw opgericht om de geconfisqueerde bedrijven te beheren. De Hermann Göring Werke, Mannesmann, IG Farben en Siemens namen het beheer van alle voormalige staatsbedrijven van de Sovjet-Unie in de rijkscommissariaten Ostland en Oekraïne op zich. Een voorbeeld hiervan was de overname van werkplaatsen in Riga en Kiev voor zware reparatie door Daimler-Benz en Vomag voor het onderhoud van alle buitgemaakte Russische T-34 en KV-1 tanks.
In Wit-Rusland betreurden de Duitse autoriteiten het dat de 'joods-bolsjewistische' regering niets had bijgebracht over basisideeën en -denkbeelden van particulier bezit, eigendom of persoonlijk initiatief. Anders dus dan in de Baltische staten, waar de Duitsers meldden dat 'tijdens de oorlog en de eerste fases van de bezetting, de bevolking liet zien dat ze oprecht wilde samenwerken en dat ze dan misschien een autonoom bestuur kon krijgen'.

## Exploitatie
Volgens Schwerin von Krosigk, Reichsminister für Finanzen, ontving de Duitse overheid tot februari 1944 aan bezettingskosten en belastingen in totaal ruim 753,6 miljoen RM. Het Reichsministerium für die besetzten Ostgebiete vroeg Lohse en de rijkscommissaris van Oekraïne Erich Koch om zo snel mogelijk arbeiders aan Duitsland te leveren: in totaal 380.000 landarbeiders en 247.000 industriearbeiders. De Duitsers beschouwden volkeren als (Wit-)Russen en Oekraïners (Slaven) als slavenarbeiders die men dood mocht laten werken.

## De toekomst van Ostland
De politieke doelen, zoals ze door Alfred Rosenberg worden beschreven, waren het verdrijven van de Oost-Europese volkeren en het uitschakelen van de 'Groot-Russische bedreiging'. De plannen voor Ostland op de lange termijn verschilden met die van de rijkscommissariaten Oekraïne, Kaukasus en Moskou. De Baltische landen moesten in een 'germaniseerd' protectoraat worden omgesmeed, wat na een verbond met Duitsland zou komen. Rosenberg zei dat deze landen een 'Europees' karakter hadden, die het resultaat waren van een 700 jaar durende geschiedenis. Deze landen zouden voor Lebensraum moeten zorgen. Er was ook een buffer nodig tegen de 'bolsjewistische ideologie'. Dit alles kon worden bereikt door de raciale assimilatie van de Baltische en Wit-Russische volkeren in een gelijkgeschakelde bevolking.
Het regime was van plan om Duitsers te stimuleren na de oorlog in Ostland te gaan wonen, omdat het werd gezien als een gebied dat van traditie werd bewoond door 'Germaanse volkeren'. In de provincie Pskov werden etnische Duitsers uit Roemenië, tezamen met Nederlanders, opnieuw gevestigd. De nederzetting van de Nederlandse kolonisten werd beheerd door de Nederlandse Oost-Compagnie, een Nederlands-Duitse organisatie.
Veroverde gebieden die verder naar het oosten lagen stonden de hele oorlog onder militair bestuur.

## Joden

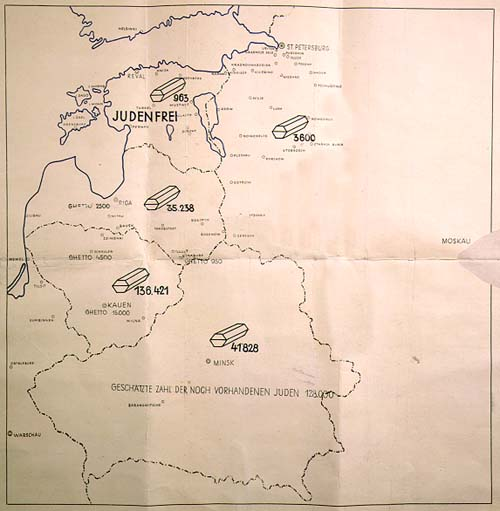
Kaart getiteld: "Executies van Joden uitgevoerd door Einsatzgruppe A" uit het Stahleckersrapport. De kaart laat het aantal joden zien die in Ostland zijn doodgeschoten; onderaan staat: "het geschatte aantal Joden is nu nog 128.000". Estland staat genoteerd als judenfrei.

Bij de Duitse invasie in juni 1941 waren er aanzienlijke Joodse minderheden in Ostland, bijna 480.000 mensen. Dit aantal werd vergroot met gedeporteerde Joden uit Duitsland, Oostenrijk en de bezette landen. De Joden werden opgesloten in de getto's van Riga, Kaunas, Liepāja en Dvinsk die algauw smerig en overvol werden. Van hieruit werden ze naar executieplaatsen gebracht.
Het Rode Leger ontdekte vernietigingscentra bij Kaunas en Vilnius, die onderdeel waren van de Endlösung. Het uitmoorden van vooraanstaande Joden begon al bijna direct na de invasie en werd later uitgebreid.
In de herfst van 1943 waren de getto's 'geliquideerd' en werden de overgebleven inwoners naar de kampen Kaiserwald en Stutthof verplaatst; als ze niet werden geacht om te werken of de reis te overleven, werden ze direct vermoord.

## Partizanen
Zowel Duitse als plaatselijke politieorganisaties hadden voortdurend de handen vol aan partizanen in Wit-Rusland. Ze merkten dat 'geïnfecteerd zones' waar partizanen actief waren een gebied van 500 tot 600 vierkante kilometer besloegen rondom Minsk, Pinsk, Gomel, Smolensk en Vitebsk, waaronder de belangrijke (spoor)wegen.

## Kreisgebietein het rijkscommissariaat Ostland in 1944

### Generalbezirk Estland
1. Arensburg
2. Dorpat
3. Narva
4. Pernau
5. Petschur
6. Reval-Stadt
7. Reval-Land

### Generalbezirk Lettland
1. Dünaburg
2. Libau
3. Mitau
4. Riga-Stadt
5. Riga-Land
6. Wolmar

### Generalbezirk Litauen
1. Kauen-Stadt
2. Kauen-Land
3. Ponewesch-Land
4. Schaulen
5. Wilna-Stadt
6. Wilna-Land

### Generalbezirk Weißruthenien
1. Barisau
2. Baranowitschi
3. Glubokoje
4. Hanzewitz
5. Lida
6. Minsk-Stadt
7. Minsk-Land
8. Nowogródek
9. Slonim
10. Sluzk
11. Wilejka

## Personen

### Ambtenaren
rijksminister
- Alfred Rosenberg, Reichsminister für die besetzten Ostgebiete, Berlijn

rijkscommissaris
- Hinrich Lohse, Reichskommissar für das Ostland, zetelde in Riga
- Erich Koch, Reichskommissar (vanaf december 1944)

rijkscommissariaat
- Friedrich Karl Vialon, Finanzabteilung (vanaf mei 1942)
- Günther Pröhl, Hauptabteilungsleiter 1
- Martin Matthiessen, Hauptabteilungsleiter 3 (economie)
- Matthias Lorenzen, Hauptabteilungsleiter 4
- Theodor Fründt, Hauptabteilungsleiter 2 (politiek)
- Wilhelm Burmeister, Hauptabteilungsleiter 1/2

commissarissen-generaal
- Karl Sigismund Litzmann, Generalkommissar für Estland in Reval
- Otto-Heinrich Drechsler, Generalkommissar für Lettland in Riga
- Theodor Adrian von Renteln, Generalkommissar für Litauen in Kauen
- Wilhelm Kube, Generalkommissar für Weißruthenien in Minsk (tot 1943)
- Curt von Gottberg, Generalkommissar für Weißruthenien in Minsk (vanaf 1943)

zonecomissarissen
- Emil Paulsen, Gebietskommissar Libau (1943)
- Friedrich-Wilhelm Jenetzky, Gebietskommissar Narva'"
- Hans Christian Hingst, Gebietskommissar Wilna
- Hans Gewecke, Gebietskommissar Schaulen
- Heino Schröder, Gebietskommissar Arensburg
- Hermann August Hansen, Gebietskommissar Wolnar
- Hermann Rieken, Gebietskommissar Pernau
- Hinrich Carl, Gebietskommissar Sluzk
- Hugo Wittrock, Gebietskommissar Riga-Stadt
- Joachim Herbert Fust, Gebietskommissar Riga-Land
- Kurt Wilhelm Meenen, Gebietskommissar Dorpat
- Walter Alnor, Gebietskommissar Libau

### Militairen
Commandant van de Wehrmacht
- Walter Braemer, General der Infanterie en SS-Gruppenführer

Commandant van de Waffen-SS
- Walter Krüger, SS-Brigadeführer en Generalmajor in de Waffen-SS
- Gustav Krukenberg, SS-Oberführer der Reserve (W-SS)

Personen van de SS en andere veiligheidsinstanties
- Curt von Gottberg, SS- und Polizeiführer für Weißruthenien, vanaf oktober 1943 Generalkommissar in Minsk
- Friedrich Jeckeln, Höherer SS- und Polizeiführer Ostland en Noord-Rusland
- Hinrich Möller, SS- und Polizeiführer Estland, SS-Brigadeführer in Reval
- Lucian Wysocki, SS- und Polizeiführer in Litouwen
- Walther Schröder, SS- und Polizeiführer in Letland